# Billaea rufescens
Billaea rufescens är en tvåvingeart som först beskrevs av Carl Ludwig Doleschall 1858.  Billaea rufescens ingår i släktet Billaea och familjen parasitflugor. Inga underarter finns listade i Catalogue of Life.